# Jonas Danielsson
Jonas Danielsson, född 1973, uppvuxen i Hälsingland är kulturjournalist och doktor i etnologi och utkom på H:Ström Text & kultur 2006 med avhandlingen "Skräckskönt: Om kärleken till groteska filmer. En etnologisk studie". Danielsson är ofta anlitad för att belysa vårt behov av skräck. Han har också publicerat forskningstexter texter kring exempelvis japansk och svensk film och om zombien som kulturell påminnelse om döden. Danielsson producerade också kortfilmen "Björkpollen of the Dead" av Janne Widmark som visats på bland andra Umeå europeiska filmfestival och Halloweenapalooza
Han har dessutom skrivit om populärkultur i exempelvis "Total Film", Västerbottens Folkblad, Moviezine och medverkar i bokpanelen i SVT:s program Go'kväll. Heter numera Jonas Rosenqvist och fortsätter bland annat publicera texter och medverka i radio under det namnet. På P4 Västerbotten där han verkat som spelexpert sedan januari 2018 har han fått smeknamnet Speljonas.